# 262106 Margaretryan
262106 Margaretryan este un asteroid din centura principală de asteroizi.

## Descriere
262106 Margaretryan este un asteroid din centura principală de asteroizi. A fost descoperit pe 14 septembrie 2006 la Mauna Kea de Joseph Masiero. Asteroidul prezintă o orbită caracterizată de o semiaxă mare de 2,40 ua, o excentricitate de 0,12 și o înclinație de 0,5° în raport cu ecliptica.